# خورخي هايز
خورخي هايز (بالإنجليزية: Isaac Hayes) (و. 1942 – 2008 م) هو مغني، وممثل، ومغن ومؤلف، وملحن، وممثل أفلام، وممثل تلفزي، وعازف بيانو، ومؤلفو موسيقى تصويرية، ومؤدي أصوات، وموسيقي، من الولايات المتحدة، ولد في كوفينجتون، توفي في ممفيس، تينيسي، عن عمر يناهز 66 عاماً، بسبب سكتة.

## جوائز وترشيحات
حصل على جوائز منها:
- الميدالية الذهبية (1867)
- IAS Freedom Medal ‏.

ترشح لـ:
- جائزة الأوسكار لأفضل موسيقى تصويرية دراماتيكية أصلية، عن عمل: شافت.

## وصلات خارجية
- خورخي هايز على موقع IMDb (الإنجليزية)
- خورخي هايز على موقع الموسوعة البريطانية (الإنجليزية)
- خورخي هايز على موقع روتن توميتوز (الإنجليزية)
- خورخي هايز على موقع مونزينجر (الألمانية)
- خورخي هايز على موقع ألو سيني (الفرنسية)
- خورخي هايز على موقع ميوزك برينز (الإنجليزية)
- خورخي هايز على موقع رولينغ ستون (الإنجليزية)
- خورخي هايز على موقع أول موفي (الإنجليزية)
- خورخي هايز على موقع قاعدة بيانات برودواي على الإنترنت (الإنجليزية)
- خورخي هايز على موقع قاعدة بيانات الأفلام السويدية (السويدية)